# República Socialista de Sèrbia
La República Socialista de Sèrbia (en serbocroat: Socijalistička Republika Srbija, transcrit en ciríl·lic: Социјалистичка Република Србија) fou un Estat socialista constitutiu de la República Federal Socialista de Iugoslàvia. És un predecessor de la moderna Sèrbia, i fou la república més gran en la federació iugoslava, tenint també la major població de totes les seues repúbliques, i albergava la major concentració de desenvolupament econòmic i polític en la República Federal Socialista de Iugoslàvia.
Belgrad era la seua capital, alhora que també fou la capital federal de Iugoslàvia.

## Origen
El 29 de novembre de 1945, l'Assemblea Constituent Iugoslava va celebrar una sessió en què es va decidir que Iugoslàvia estaria composta per sis repúbliques: Eslovènia, Croàcia, Bòsnia i Hercegovina, Montenegro, Sèrbia i Macedònia. Al cap de poc temps, el Partit Comunista va començar a perseguir els que es va oposar al sistema de partit únic comunista. El 30 de gener de 1946, l'Assemblea Constituent va aprovar la Constitució de la República Popular Federativa de Iugoslàvia.

## Àrees administratives
Dins de la República Socialista de Sèrbia existien dues províncies autònomes:
- Província Socialista Autònoma de Vojvodina
- Província Socialista Autònoma de Kosovo

La part central de la República Socialista de Sèrbia, situat fora de les dues províncies autònomes en general es coneix com "la mateixa Sèrbia" ("Oža Srbija").

## Final
Després de la dissolució de la República Federal Socialista de Iugoslàvia s'integrà com a República Sèrbia dins la República Federal de Iugoslàvia.